# Sutras de Jesús

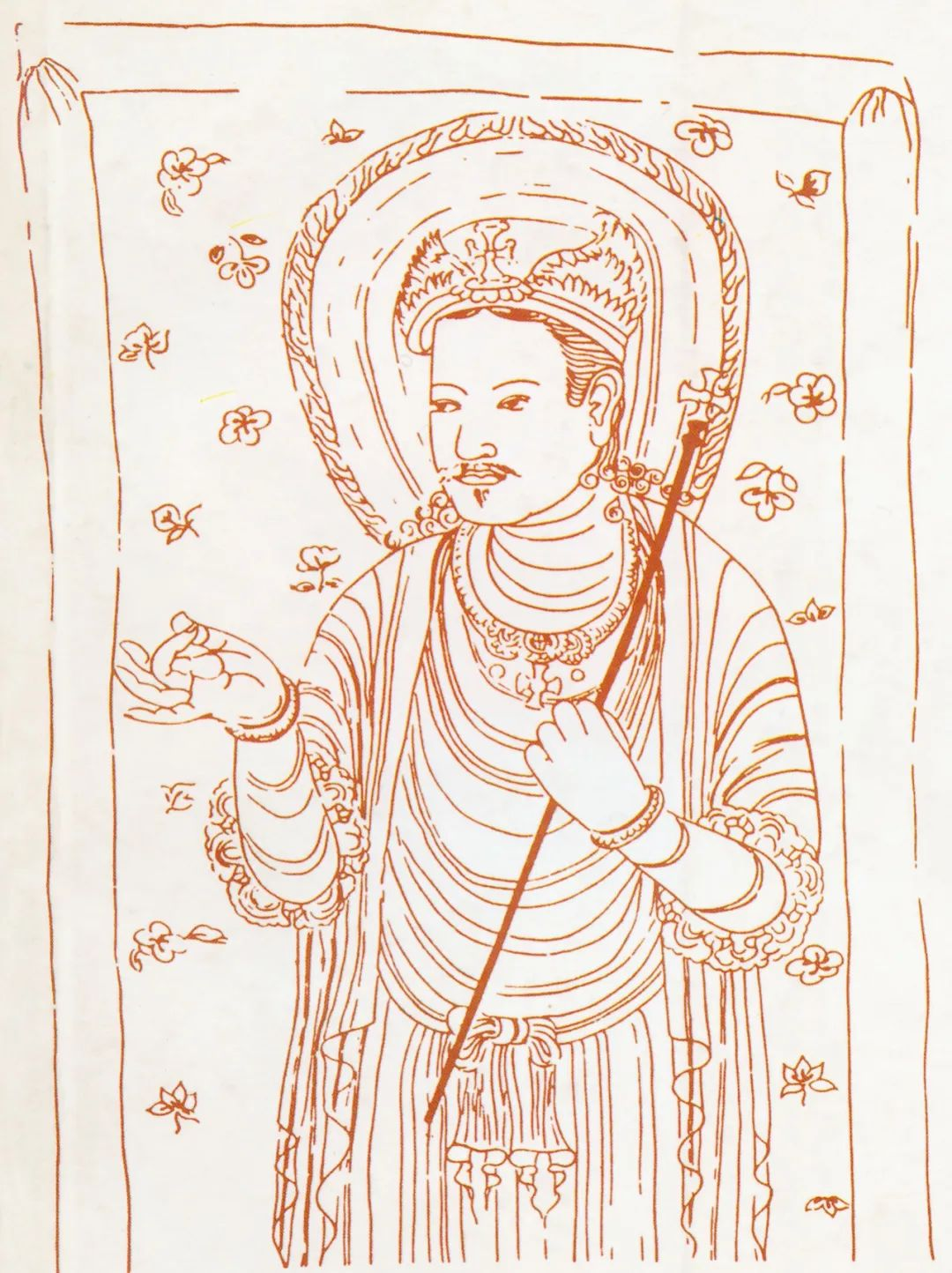
Pintura nestoriana de Jesucristo del.

Los llamados sutras de Jesús son una serie de manuscritos escritos en lengua china primitiva que contienen enseñanzas cristianas acerca de Jesús de Nazaret. Parecen relacionados con la misión cristiana nestoriana del obispo persa Alopen, del siglo VII.
Las fechas de composición de los sutras varían entre el 635, año de llegada de Alopen a China y 1005, fecha de sellado de la cueva de Mogao, cerca de Dunhuang, en la que fueron hallados. Cuatro de los escritos están custodiados en colecciones privadas de Japón y uno en París. Su lenguaje y contenido refleja diversos niveles de interacción entre el cristianismo y la cultura china, incluyendo el uso de terminología budista y taoísta.
A pesar de su denominación, no se trata de sutras en el sentido tradicional del término, pues no son exclusivamente aforismos. El término más adecuado sería el de jing (經), utilizado de forma general para referirse a escrituras religiosas, bien orientales u occidentales, incluyendo la Biblia y el Corán.

## Sutras
La siguiente lista muestra los títulos de los sutras, con su traducción aproximada:

### Sūtras doctrinales
1. Sūtra de la donación del Uno adorado por todo el mundo, tercera parte (一神(天)論(世尊布施論第三).
2. Sūtra sobre el Único del cielo (一天論第一).
3. Sūtra sobre el Origen de los Orígenes (大秦景教宣元本經), incompleto y relacionado con un pilar inscrito hallado en Dunhuang en 2006.
4. Sūtra de escucha del mesías (序聽迷詩所經)

### Sūtras litúrgicos
1. Himno de Da Qin de la perfección de las tres Majestades (大秦景教三威蒙度讚).
2. El sūtra de la última y misteriosa felicidad.(志玄安樂經)
3. Oremos (大秦景教大聖通真歸法讚), posiblemente un escrito moderno añadido artificialmente a los sutras originales.

## Estela de Xi'an
La estela de Xi'an fue erigida en 781 para conmemorar la propagación, de la «luminosa religión de Da Qin» ("Da Qin" es el término chino habitual para referirse al Imperio romano), y recoge un resumen de la historia de los 150 años anteriores de cristianismo en China. Enterrada durante una persecución religiosa en el siglo IX, fue redescubierta en 1625 y actualmente se expone cerca de Xi'an, la antigua capital de la dinastía Tang.
El estudioso Martin Palmer afirma que una pagoda, llamada pagoda Daqin, cerca de Lou Guan Tai, formaba parte de un monasterio cristiano relacionado con los sutras. El lugar es considerado tradicionalmente el lugar de composición del Tao Te Ching por Lao Tze.